# Place de la République (Paris)
Koordinaten: 48° 52′ 3″ N, 2° 21′ 49,6″ O
Die Place de la République (deutsch Platz der Republik) ist einer der größten und bedeutendsten Plätze der französischen Hauptstadt Paris mit 3,4 ha. Der Platz befindet sich nordöstlich des Stadtzentrums an der Grenze des 3., 10. und 11. Arrondissements.

## Namensursprung
Der Platz, früher «Place du Château-d'Eau», hat seit 1879  seinen Namen, als seit 1878 im Pariser Stadtrat das Projekt zur Errichtung einer Statue der Republik zu Ehren des Republikanismus, der politischen Ideologie und des Freiheitskonzepts beraten wurde. Das Denkmal wurde 1879 bei der Fonderie Thiébaut Frères in Auftrag gegeben und 1883 eingeweiht.

## Geschichte
Gegen 1200 wurde unter Philipp II. südlich des Temple die Porte du Temple errichtet. Das Stadttor wurde als Teil der Stadtmauer unter Karl V. im 14. Jahrhundert versetzt, als Bastide mit Türmchen und Zugbrücke erweitert, und stand ab 1380 am Ort der heutigen Mündung der Rue du Temple in die Place de la République. Nach mehreren Umbauten wurde die Porte du Temple gegen 1683 abgerissen. Anstelle der Stadtbefestigung verlief ab etwa 1680 eine Promenade mit Alleebäumen, die späteren Grands Boulevards Boulevard Saint-Martin und Boulevard du Temple. Ab Mitte des 18. Jahrhunderts konzentrierten sich hier Theater und Vergnügungsstätten wie die Wauxhall und das Diorama des Fotopioniers Louis Daguerre. 1811, unter Napoleon Bonaparte, nahm der Platz Form an, nachdem der Ingenieur Pierre-Simon Girard den Springbrunnen Fontaine du Château d'Eau errichtete. Der Platz wurde entsprechend Place du Château d'Eau genannt.
Nordöstlich des Springbrunnens wurde im Zweiten Kaiserreich während des Pariser Stadtumbaus unter Baron Haussmann 1858 eine große Kaserne der Garde républicaine gebaut. Der Architekt war Gabriel Davioud. Vor der Kaserne und den östlich anschließenden Magasins-Réunis ließ Haussmann 1865 den Platz in seiner heutigen rechteckigen Form anlegen. Der Springbrunnen wurde auf die Place de la Fontaine-aux-Lions verlegt und 1867 durch eine große Fontäne, ebenfalls von Davioud, ersetzt. Neben den bereits bestehenden Boulevards Saint-Martin und du Temple mündeten nun auch die neuangelegten Verkehrsachsen Boulevard de Magenta und Boulevard du Prince-Eugène (heute Boulevard Voltaire) auf den Platz.
Während der Pariser Kommune wurde der von den Kommunarden schwer befestigte Platz am 25. Mai 1871 von der Versailler Armee gestürmt.

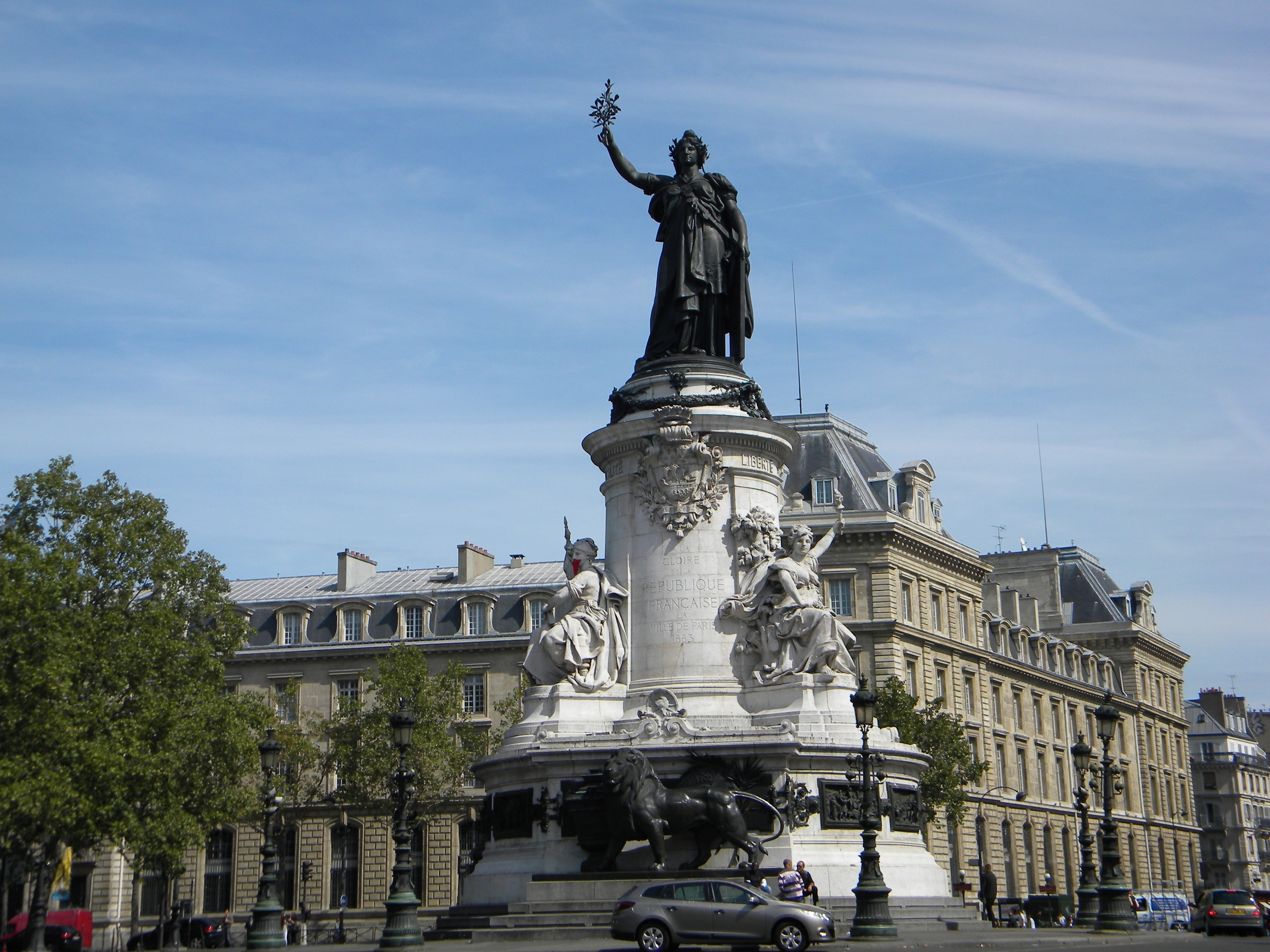
Monument à la République, 2013

Am 14. Juli 1883 wurde im Zentrum des Platzes das Monument à la République eingeweiht. Das Werk des Bildhauers Léopold Morice und seines Bruders, des Architekten François-Charles Morice, besteht aus einer 9,5 Meter hohen Bronzestatue auf einem mehr als 15 Meter hohen Sockel. Die Statue stellt die Französische Republik als allegorische Frauengestalt in der nationalen Personifikation Marianne mit einem Olivenzweig in ihrer Rechten dar. Bronzereliefs auf dem Sockel stellen Episoden der Geschichte der Republik dar. 1889 wurde die Place du Château-d’Eau schließlich umbenannt in Place de la République. Im Laufe der Geschichte wurde der Platz für Militäraufmärsche genutzt.
Am 11. Januar 2015 fand eine große Solidaritätskundgebung für die 17 Opfer des Anschlags auf Charlie Hebdo und der darauffolgenden Geiselnahme auf dem Platz statt. Bilder von der Place de la République wurden weltweit übertragen.

## Lage und Bedeutung
Sieben große Straßen münden in den Platz. Fünf Linien der Pariser Métro kreuzen hier bei der Métrostation République. Der Platz ist somit einer der wichtigsten Verkehrsknotenpunkte in Paris.

### Verkehrsknotenpunkt

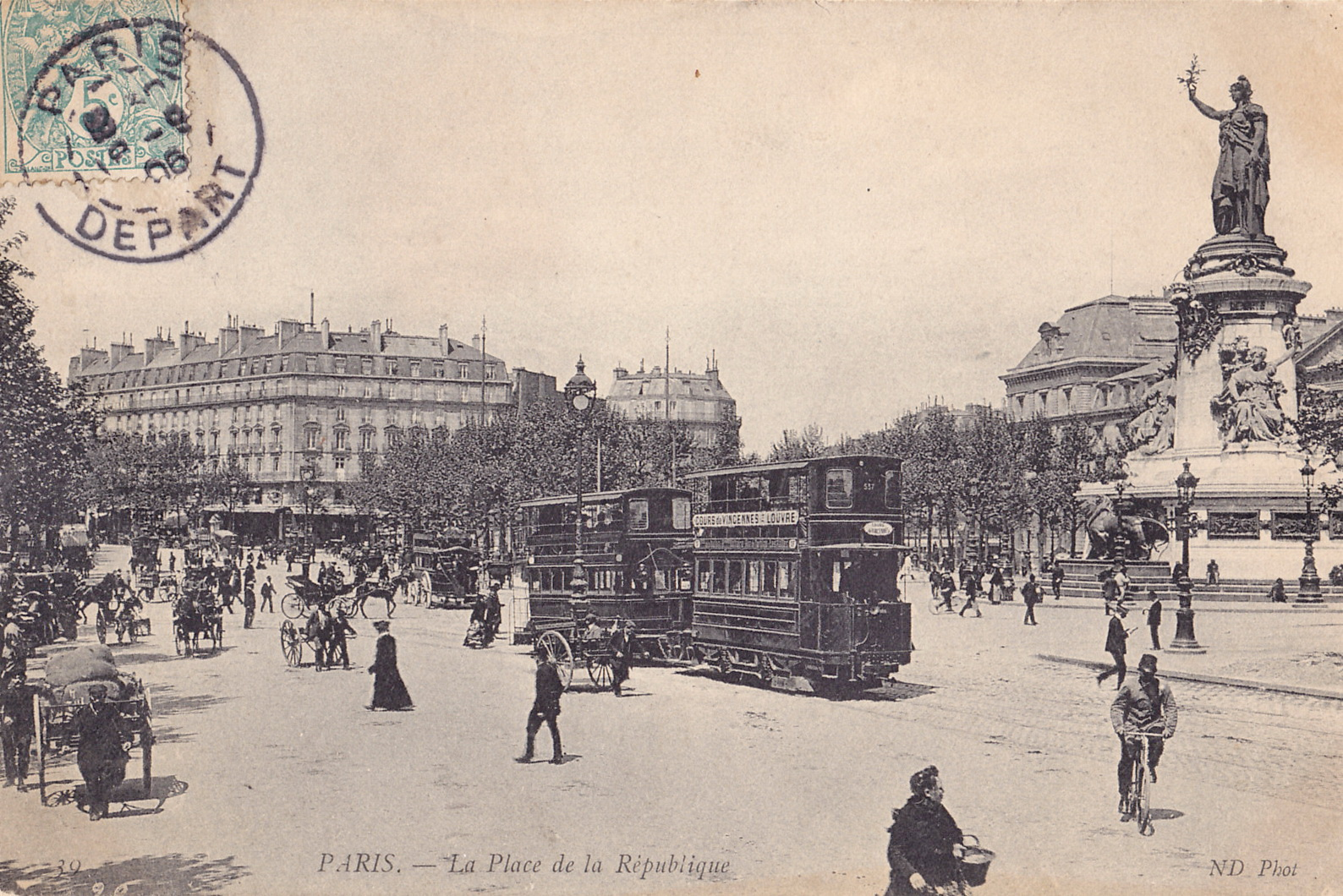
Tramway der CGO, Linie Cours de Vincennes - Louvres, im Jahr 1900.
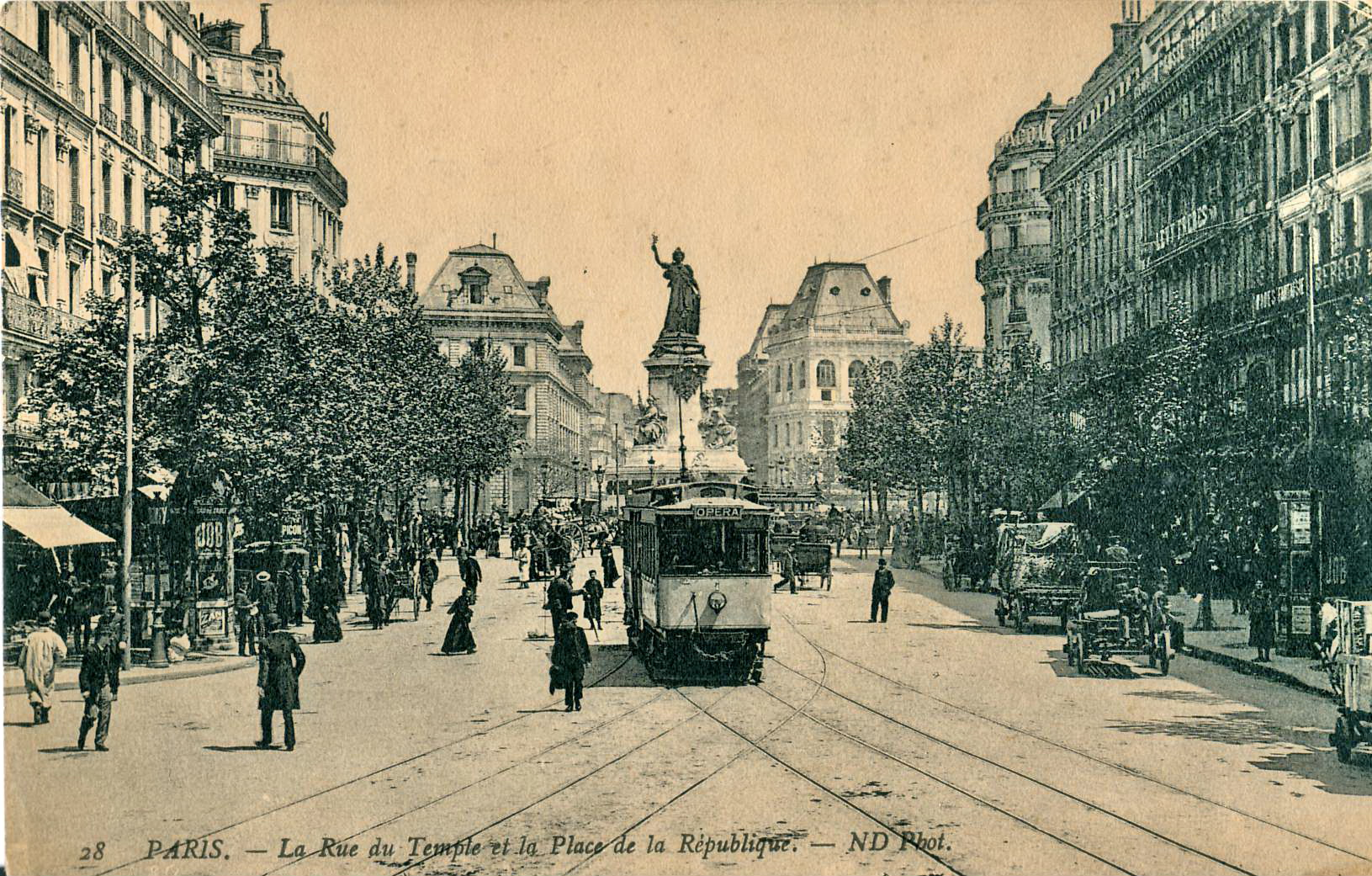
Elektrische Straßenbahn zu Beginn des 20. Jahrhunderts.

Mit dem zunehmenden Verkehr Ende des 19. und Beginn des 20. Jahrhunderts wurde der Platz zu einem wichtigen Verkehrsknotenpunkt in Paris. Die verschiedenen Verkehrsmittel der damaligen Zeit kreuzten sich bei einer großen Esplanade,  wie die Kabelstraßenbahn Belleville (die die Place de la République mit dem Hügel von Belleville verband), die Straßenbahnen der Compagnie générale des omnibus für Paris oder die Chemins de fer nogentais, deren Netz die östlichen Vororte bediente.
1904 wurde der Platz an das Netz der Pariser Métro angeschlossen. Die Métrostation République unter dem Platz ist ein wichtiger Umsteigebahnhof. Hier halten Züge der Linien 3, 5, 8, 9 und 11, die als letzte 1935 angeschlossen wurde. Die Buslinien 20, 56, 65, und 75 der RATP bedienen ebenfalls die Place de la République.
Der Verkehr auf dem Platz nahm stetig zu. 2011 waren 60 Prozent seiner Fläche für den Autoverkehr bestimmt.
Vom Herbst 2011 bis Juni 2013 wurde der Platz umgebaut, um den Autoverkehr zu reduzieren und den Platz mit neuer Bepflanzung und Beleuchtung attraktiver und sicherer für Fußgänger und Radfahrer zu gestalten.

### Straßen zur Place de la République
Im Uhrzeigersinn führen folgende Straßen auf den Platz:
- Boulevard de Magenta,
- Rue Beaurepaire,
- Rue Léon-Jouhaux,
- Rue du Faubourg-du-Temple,
- Avenue de la République,
- Boulevard Voltaire,
- Boulevard du Temple,
- Rue du Temple,
- Boulevard Saint-Martin,
- Rue René Boulanger.

### Bemerkenswerte Gebäude und Denkmäler
- Haus Nr. 1: Passage Vendôme
- Haus Nr. 10: eine ehemalige Niederlassung der Magasins réunis und ein Hotel Crowne Plaza
- Haus Nr. 12: Caserne Vérines, seit 1947 eine Station der Garde républicaine